# Julián Arcas
Julio Gabino Arcas Lacal, connu sous le nom de Julián Arcas, né en 1832 dans la Province d'Almería et mort le 16 février 1882 à Antequera, est un guitariste classique et un compositeur espagnol. Il fut l'un des musiciens espagnols les plus importants des trente dernières années du XIXe siècle.

## Biographie
Il a appris à jouer avec son père et a continué sa formation à Malaga, dans l'école de Dionisio Aguado.
Il donne des concerts à travers l'Europe à partir de 1860. Le jeune Francisco Tárrega l'entendra cette même année à Castellón de la Plana et se verra invité à étudier avec lui à Barcelone. 

## Œuvre
Arcas a écrit une symphonie et une cinquantaine de pièces, parmi lesquelles des transcriptions, pour guitare. La plupart furent publiées à Barcelone par Vidal y Roger.
L'œuvre Fantasía de Julián Arcas, basée sur des thèmes de La Traviata de Giuseppe Verdi est parfois attribuée par erreur à Tárrega, car la transcription de ce dernier était la seule disponible.

### Orchestre
- Symphonie

### Guitare
- 1. Andante
- 2. Andante y Estudio
- 3. Boleras
- 4. Bolero en la menor
- 5. Capricho el Incognito
- 6. Coleccion de Tangos
- 7. Danza Americana and Vals
- 8. El Madrileno-Chotis
- 9. El postillon de la Rioja
- 10. Estudios
- 11. Fantasia Un Ballo in Maschera (Verdi)
- 12. Fantasia El Delirio
- 13. Fantasia Faust
- 14. Fantasia La Batalla
- 15. Fantasia La Favorita
- 16. Fantasia Punto de la Habana
- 17. Fantasia Sobre La Traviata
- 18. Fantasia sobre motivos heterogeneos
- 19. Fantasia Rigoletto
- 20. Jota Aragonesa
- 21. La Rubia de los Lunares-Habanera
- 22. Los Panaderos-Bolero
- 23. Lucia de Lammermor
- 24. Marcha Funebre de Thalberg
- 25. Mazurka Gaetana
- 26. Mazurka la Saltarina
- 27. Minuetto en mi menor
- 28. Minuetto en sol
- 29. Motivo Berbero de Sevilla
- 30. Murcianas
- 31. Polaca fantastica
- 32. Polonesa en mi menor
- 33. Preludio de la Opera Guillermo Tell
- 34. Preludio en re
- 35. Rondena
- 36. Rondo
- 37. Sen
- 38. Sinfonia de la Opera Marta
- 39. Sinfonia Mi Segunda Epoca
- 40. Sinfonia de Bellini Norma
- 41. Solea
- 42. Sueno de Rosellen
- 43. Tango Guayabito
- 44. Tango sobre Marina
- 45. Tango-La cubana
- 46. Il Trovatore (Verdi)
- 47. Vals El Fagot
- 48. Vals Il bacio
- 49. Vals Manuelito
- 50. Vals Tanda de valses
- 51. Variaciones sobre un tema de Sor
- 52. Visperas sicilianas

Quatre œuvres inédites récemment redécouvertes de la Colección Palatín
- 1. Jota
- 2. Pot-purrí malagueño
- 3. Panaderos
- 4. Jaleo por punto de fandango

## Album
- Duo Imbesi Zangarà, Tocando en Dos  works by Julian Arcas, Francisco Tarrega, Dionisio Aguado, performed by Carmelo Imbesi e Carmen Zangarà, Classical Music 3.0, 2022
- Julián Arcas: Complete Guitar Music, performed by Gabriele Zanetti; 4-CD-set (Brilliant Classics 95639, 2020).